# Národní rádiová a televizní správa

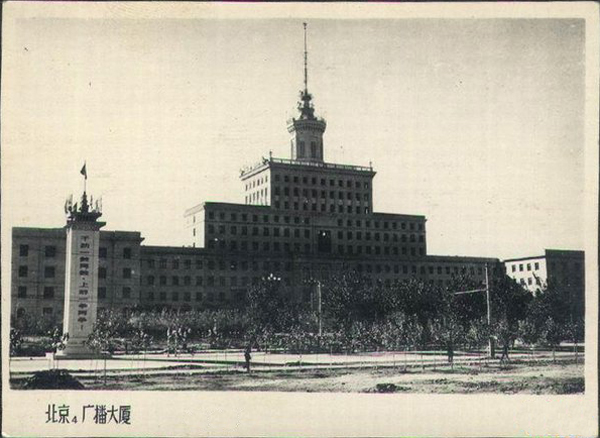
Budova Úřadu pro vysílání pod Státní radou (fotografie z roku 1959).

Národní rádiová a televizní správa (čínsky v českém přepisu Kuo-ťia kuang-po tien-ša cung-ťü, pchin-jinem Guójiā guǎngbò diànshì zǒngjú, znaky zjednodušené 国家广播电视总局, tradiční 國家廣播電視總局), dříve Státní správa tisku, publikace, rozhlasu, filmu a televize (2013–2018) a předtím Státní správa rozhlasu, filmu a televize (1998–2013), je orgán výkonné moci na úrovni ministerstva pod přímým dohledem Státní rady Čínské lidové republiky. Jejím hlavním úkolem je správa a dohled nad státními podniky, které se zabývají televizním a rozhlasovým průmyslem.
Přímo kontroluje státní podniky na národní úrovni, jako je Čínská ústřední televize, Čínský národní rozhlas, Čínský rozhlas pro zahraničí, jakož i další filmová a televizní studia a další nepodnikatelské organizace.
Má také na starost cenzuru veškerých materiálů, které by mohli být urážlivé pro čínskou vládu nebo kulturu.

## Historie
V roce 1986 se Ministerstvo kultury a filmu spojilo s Ministerstvem rozhlasu a televize. Vzniklo tím Ministerstvo rozhlasu, filmu a televize. 25. června 1998 bylo Ministerstvo rozhlasu, filmu a televize přeměněno na Státní správu rozhlasu, filmu a televize. V březnu 2013 Statní rada Čínské lidové republiky oznámil plánované spojení Státní správy rozhlasu, filmu a televize s Generální správou tisku a publikací, aby společně vytvořili Státní správu tisku a publikací, rozhlasu, filmu a televize.
17. března 2018 bylo na třináctém Všečínském shromáždění lidových zástupců přijat plán na "institucionální reformy Státní rady." Podle tohoto plánu byla vybudována Národní rádiová a televizní správa, která zaujala místo bývalé Státní správy tisku, publikací, rozhlasu, filmu a televize a spadá přímo pod Státní radu. Státní správa tisku, publikací, rozhlasu, filmu a televize tím přestala existovat. Odpovědnost za správu tisku, publikací a filmu byla přidělena Oddělení pro propagandu Ústředního výboru Komunistické strany Číny.
16. dubna 2018 byla nově založená Národní rádiová a televizní správa oficiálně uvedena v platnost.

## Hlavní povinnosti
- Zkoumá a rozvíjí rádiové a televizní vysílání, chrání zásady vzniku obsahů a zkoumá veřejné mínění; řídí rozhlasové a televizní vysílání a spolupracuje na výběru zobrazovaných témat jakožto řídící systém rozhlasového a televizního segmentu.
- Zkoumá a formuluje zákony a předpisy týkající se rozhlasového a filmového průmyslu; plánuje budoucí rozvoj; kontroluje a dohlíží na rozhlasové a televizní programy, včetně satelitní televize a komunikuje s veřejností skrze informační sítě audiovizuálních programů; nese zodpovědnost za vysílání rozhlasových a televizních stanic.
- Schvaluje rozhlasové a televizní organizace a filmy, rozhlasové a televizní programy, televizní produkční jednotky, jejich ustanovení a zrušení na úrovni provincie (včetně úrovně provincie); organizuje dohled nad pořady vysílanými v televizi a rozhlasu; uskutečňuje a ruší natáčení, dává povolení k vysílání a poskytuje distribuční licence.
- Vede vědeckou a technologickou práci v oblasti rozhlasu, filmu a televize; formuluje příslušná technická opatření, aby byly využity poznatky z high-tech výzkumů a jejich aplikace v rozhlasu, filmu a televizi; zkoumá efekty rozhlasových a televizních obsahů na hospodářskou politiku.
- Zajišťuje soulad s celkovými cíli státu, jeho makro politikami, zákony a nařízeními; pomocí zákonů a nařízení zajišťuje bezpečné vysílání; z pověření Ministerstva průmyslu a informačních technologií připravuje specifická rozhlasová a televizní vysílací pásma a rozděluje rozhlasové a televizní frekvence (kanály); podílí se na rozvoji národní informační sítě.
- Vede Čínský národní rozhlas, Čínský rozhlas pro zahraničí, Čínskou ústřední televizi, má na starost jejich společnou propagandu, je sjednocující organizací a zařizuje přenosové pokrytí jejich obsahů.[2][6]